# Cororthosia
Cororthosia là một chi bướm đêm thuộc họ Noctuidae.